# Erqi

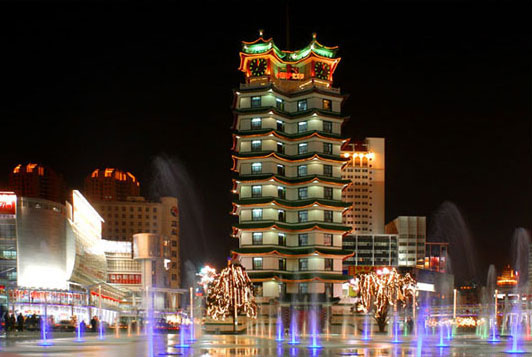
Erqi Memorial Tower

Der Stadtbezirk Erqi (二七区; Pinyin: Èrqī Qū) ist ein Stadtbezirk im Verwaltungsgebiet der bezirksfreien Stadt Zhengzhou, Provinz Henan, Volksrepublik China. 
Er hat eine Fläche von 154,1 km² und zählt 838.100 Einwohner (Stand: Ende 2018).

## Administrative Gliederung
Auf Gemeindeebene setzt sich der Stadtbezirk aus dreizehn Straßenvierteln, einer Großgemeinde und einer Gemeinde zusammen. Diese sind: 
- Straßenviertel Huaihelu - 淮河路街道, Huáihélù Jiēdào;
- Straßenviertel Jiefanglu - 解放路街道, Jiěfànglù Jiēdào;
- Straßenviertel Minggonglu - 铭功路街道, Mínggōnglù Jiēdào;
- Straßenviertel Yimalu - 一马路街道, Yīmǎlù Jiēdào;
- Straßenviertel Mifengzhang - 蜜蜂张街道, Mìfēngzhāng Jiēdào;
- Straßenviertel Wulibai - 五里堡街道, Wǔlǐbǎo Jiēdào;
- Straßenviertel Daxuelu - 大学路街道, Dàxuélù Jiēdào;
- Straßenviertel Jianzhongjie - 建中街街道, Jiànzhōngjiē Jiēdào;
- Straßenviertel Fuhuajie - 福华街街道, Fúhuájiē Jiēdào;
- Straßenviertel Dehuajie - 德化街街道, Déhuàjiē Jiēdào;
- Straßenviertel Songshanlu - 嵩山路街道, Sōngshānlù Jiēdào;
- Straßenviertel Changjianglu - 长江路街道, Chángjiānglù Jiēdào;
- Straßenviertel Jingguanglu - 京广路街道, Jīngguǎnglù Jiēdào;
- Großgemeinde Mazhai - 马寨镇, Mǎzhàizhèn;
- Gemeinde Houzhai - 侯寨乡, Hóuzhàixiāng.